# Barjac (Lozère)
Barjac – miejscowość i gmina we Francji, w regionie Oksytania, w departamencie Lozère. W 2013 roku populacja gminy wynosiła 743 mieszkańców. Przez teren gminy przepływa rzeka Lot. 